# 香港刺針
香港刺針 (HK Lancet) 是香港有線電視財經資訊台的新聞評論節目，由節目主持人以直播形式討論與香港有關的大小事件，題材覆蓋政治、社會民生和經濟等，節目的記者亦會就事件作街訪。
節目於逢星期日播映，是該台主要的一個評論節目，並已於2008年12月28日播出最後一集，於2009年1月4日起，改為播映周日不講理，於2016年2月7日起，改稱Sunday有理講。

## 歷史

### 第一代
由當時的主播黃凱迪和評論員梁文道主持，逢星期三晚播映。每集邀請嘉賓與主持人討論特定的話題，與現節目Money Cafe性質類似。

### 第二代
因應主播黃凱迪的離職和踏入2007年，新版的香港刺針由主播王春媚和評論員梁文道繼續主持。節目亦換上新背景和佈置。

### 第三代
財經資訊台在2007年4月16日進行改革，香港刺針獲得保留並安排在星期日播映，從此與討論區Uwants合作開放平台，讓觀眾以電話和網上留言表達意見，網上留言更有機會在節目中播映，後於有線寬頻網站自設討論區取代。每周節目會討論三個熱門話題，由梁文道和甘佩瑋主持。

### 第四代
節目由2008年4月6日開始由黎則奮和新聞主播王沛然擔任。一向針鋒相對、一針見血的風格也隨之而改變，每周節目只會集中討論一個社會議題。

## 口號
「香港刺針、小心拮親」